# A.C. Pinto
A.C. Pinto – portugalski rugbysta, dziesięciokrotny reprezentant Portugalii w rugby union mężczyzn.
Jego pierwszym meczem w reprezentacji było spotkanie z Maroka, które zostało rozegrane 12 kwietnia 1970 w Barreiro. Ostatni raz w reprezentacji zagrał 7 kwietnia 1974 w Hanowerze, kiedy to jego reprezentacja podejmowała drużynę RFN.